# Зелем, Кейти
Ке́йти Ли Зе́лем (англ. Katie Leigh Zelem; род. 20 января 1996, Олдем, Северо-Западная Англия) — английская футболистка, полузащитник американского клуба «Эйнджел Сити» и нациоанальной сборной Англии.

## Клубная карьера
Уроженка Олдема, Кейти начала играть в футбол в возрасте 6 лет. Её отец, Алан Зелем, был вратарём клуба «Маклсфилд Таун». В возрасте 8 лет Кейти стала тренироваться в академии клуба «Манчестер Юнайтед». Эмма Флетчер, тренировавшая её в академии «Манчестер Юнайтед», в 2012 году высоко оценивала потенциал Кейти.

### Ливерпуль
Из-за отсутствия у «Манчестер Юнайтед» профессиональной футбольной команды для женщин в 2013 году Кейти покинула «Юнайтед», подписав контракт с «Ливерпулем». В основном составе «Ливерпуля» дебютировала 29 июня 2014 года, восстановившись от перелома ключицы. Неделю спустя, 6 июля 2014 года, впервые забила за «красных» в матче Кубка лиги против «Дарема», отправив в сетку ворот соперника два мяча. В 2014 году помогла команде выиграть Женскую суперлигу, высший дивизион чемпионата Англии среди женщин. В ноябре 2015 года подписала новый контракт с «Ливерпулем».

### Ювентус
В августе 2017 года Кейти Зелем перешла в итальянский «Ювентус». Женская команда «Ювентуса» образована месяцем ранее, в июле 2017 года. 30 сентября того же года дебютировала в команде, выйдя на замену в игре против «Аталанты». 28 октября забила свой первый гол за «Ювентус» в матче против «Эмполи». В первом же сезоне помогла «Ювентусу» выиграть женскую Серию A, однако по окончании сезона покинула команду.

### Манчестер Юнайтед
В июле 2018 года стала игроком женской команды «Манчестер Юнайтед» перед первым сезоном команды в профессиональном футболе. Она стала одной из семи футболисток, ранее выступавших в молодёжной академии «Манчестер Юнайтед» и вернувшихся в неё уже в качестве профессиональных игроков. 9 сентября забила свой первый гол за «Юнайтед» в матче Чемпионшипа сезона 2018/19 против женской команды «Астон Вилла». В марте 2019 года Кейти была признана игроком месяца в Женской суперлиге. В конце сезона Зелем была названа игроком года женского клуба «Манчестер Юнайтед». Таким образом, она стала первым игроком, завоевавшим эту награду.
После ухода Алекс Гринвуд в августе 2019 года Зелем была назначена капитаном клуба перед сезоном 2019–20. Зелем забила свой первый гол в сезоне, реализовав пенальти, в матче суперлиги, в котором «Манчестер Юнайтед» одержал победу со счетом 2:0 над «Ливерпулем» 28 сентября.
17 февраля 2024 года Кейти сыграла свой 150-й матч за «Манчестер Юнайтед», сыграв в матче лиги против «Арсенала».
27 июня 2024 года было объявлено, что Зелем покидает «Манчестер Юнайтед» по истечении срока контракта.

### «Эйнджел Сити»
12 августа 2024 года «Эйнджел Сити» объявил о подписании контракта с Зелем до конца 2026 года. Она дебютировала в НЖФЛ 24 августа в выездном победном матче против «Сан-Диего Уэйв» (2:1).

## Карьера в сборной
В 2010 году впервые сыграла за сборную Англии (до 15 лет) в матче против Нидерландов. В дальнейшем играла за женские сборные Англии до 17, до 19, до 20 и до 23 лет. В 2014 году в составе сборной Англии до 20 лет сыграла на чемпионате мира в Канаде.

## Достижения

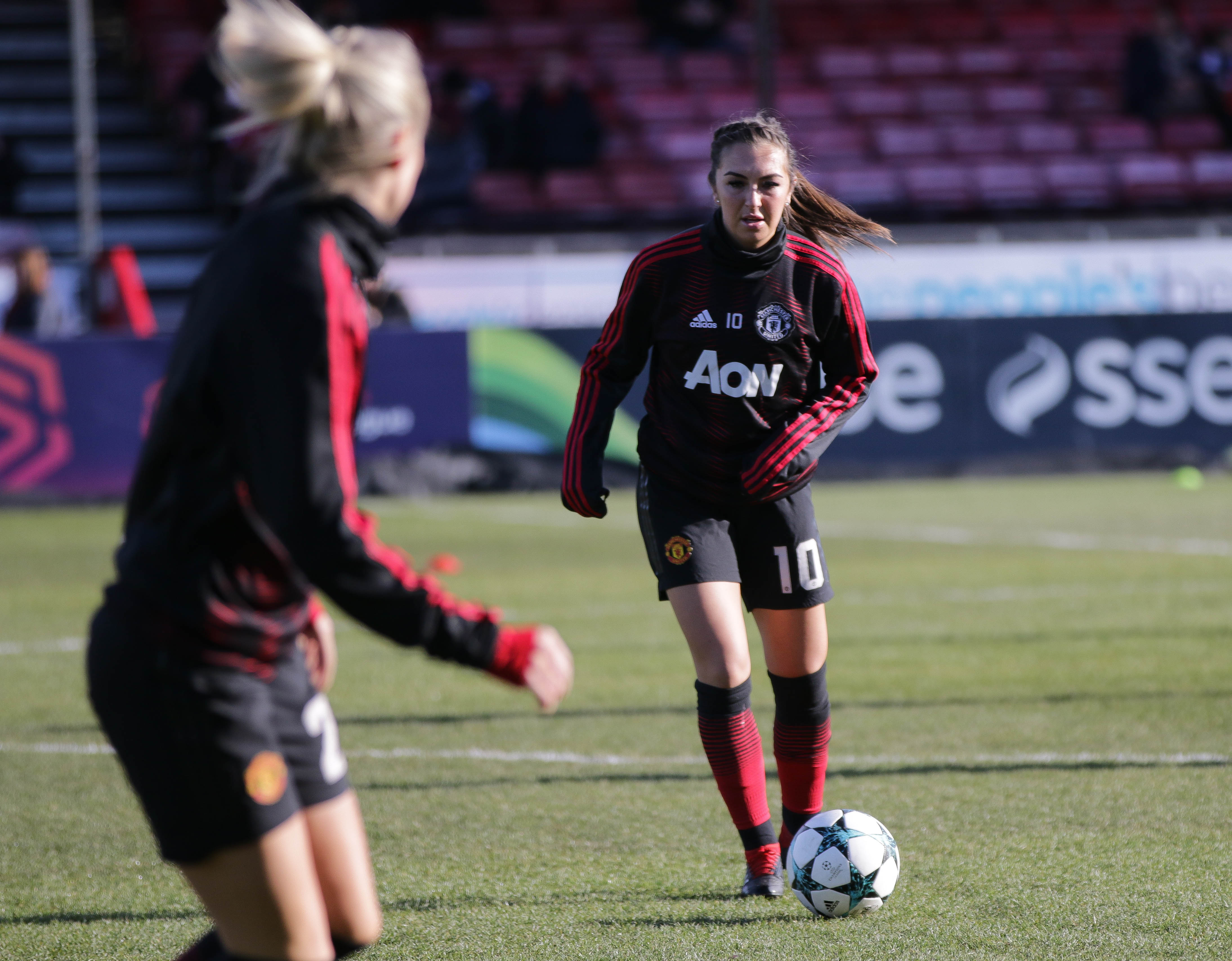
Зелем (справа) в 2019 году

### Командные достижения
«Ливерпуль»
- Чемпион Женской суперлиги: 2014

«Ювентус»
- Чемпион женской Серии A : 2017/18

«Манчестер Юнайтед»
- Обладательница Кубка Англии: 2023/24

### Личные достижения
- Молодой игрок года в женской команде «Ливерпуля»: 2014